# Kloster Monheim
Das Kloster Monheim war eine Benediktinerinnenabtei in Monheim (Schwaben) in Bayern in der Diözese Eichstätt.

## Geschichte
Die Benediktinerinnenabtei Monheim, das „Monasterium Mowanheim/Mouwenheim/Mouvanheim“, wurde um 870 als adeliges Eigenkloster mit Eigenkirche von Liubila als erster Äbtissin zusammen mit ihrer leiblichen Schwester (und Nachfolgerin als Äbtissin) Gerlinda in einem seit 700 besiedelten bayerisch-alemannischen Gebiet gegründet. Die erste Erwähnung des Klosters stammt aus einer Urkunde von 893, die vermutlich am 30. April in Eichstätt unterschrieben wurde: Um ihr Kloster abzusichern, übereigneten Liubila und Gerlinda ihren Eigenbesitz in Monheim mit Zustimmung der übrigen Konventsmitglieder dem Bischof Erchanbald von Eichstätt. Die Übertragung von Reliquien der hl. Walburga am 1. Mai 893 aus Eichstätt nach Monheim ließ das Monheimer Kloster rasch zu einem Wallfahrtsmittelpunkt der Spätkarolingerzeit anwachsen. 894 bis circa 899 verfasste der Eichstätter Domkleriker Wolfhard von Herrieden (* 882?; † 912) in vier Büchern die hagiographischen „Miracula S. Waldburgis Monheimensia“ (= Wunder der hl. Walburga zu Monheim), in der er legendenhaft eine erste Lebensbeschreibung der Diözesanheiligen und über 50 Wunder in Zusammenhang mit ihren Monheimer Reliquien schilderte.

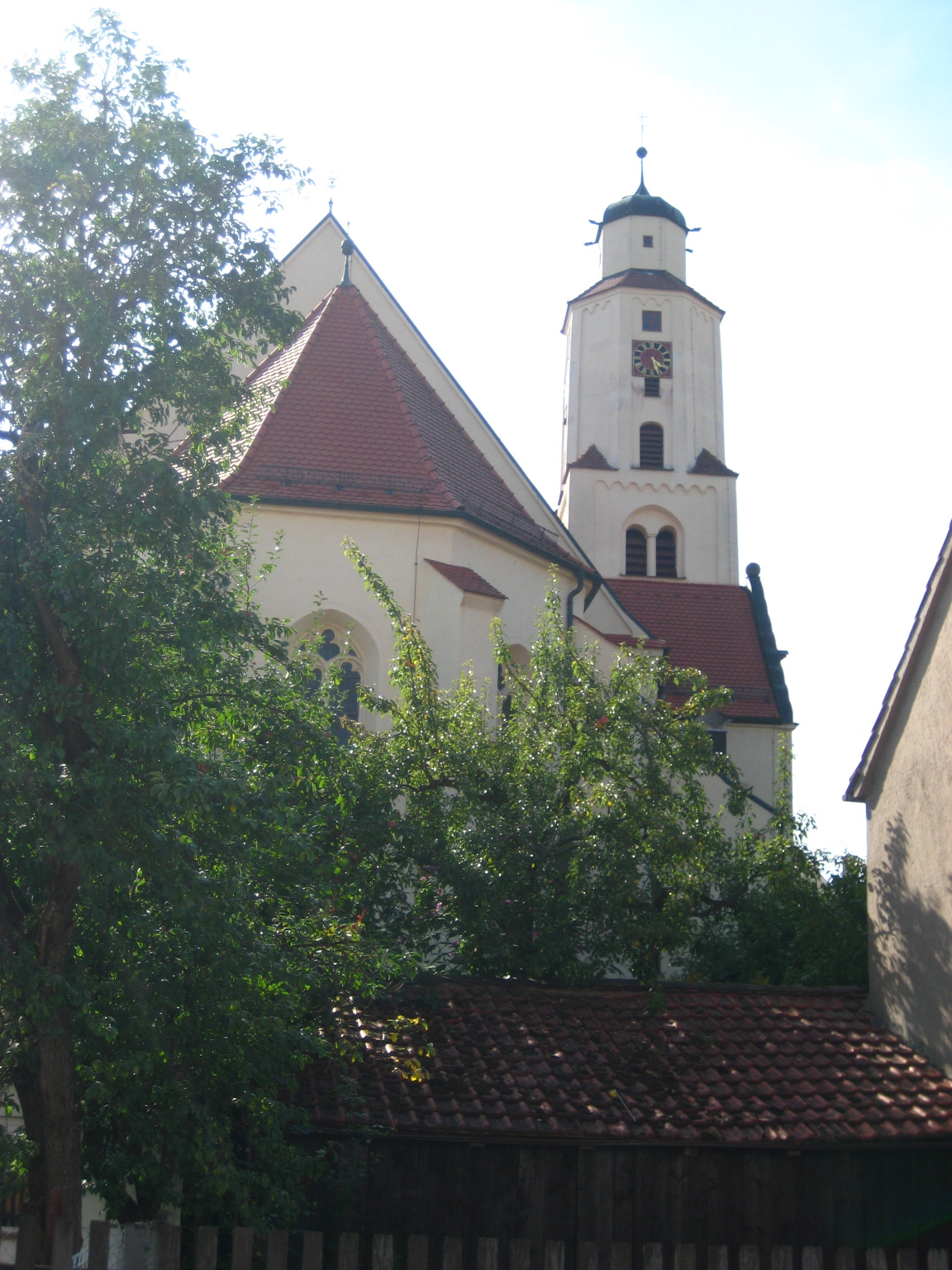
Die Pfarrkirche von Monheim, ehemals Klosterkirche

Über Jahrhunderte hin entwickelte sich das Kloster ruhig fort; es hatte in mehr als 40 Orten vornehmlich im Umkreis Besitzungen. Fernbesitz lässt sich in der Oberpfalz und in Mergentheim nachweisen. Im ausgehenden 14. Jahrhundert erfuhr das Kloster und damit das Wallfahrtswesen einen gewissen Niedergang. 1446 verzichtete die Äbtissin Margareta Wurmrauscher für acht Jahre auf ihre Pfründe, um die Klosterschulden zu mindern. Im 16. Jahrhundert hatte dann, wie in vielen anderen Klöstern dieser Zeit, die Klosterdisziplin stark nachgelassen. Nachdem Monheim 1505 dem neu gegründeten Herzogtum Pfalz-Neuburg anheimgefallen war, holten 1530 Pfalzgraf Ottheinrich und sein Bruder Philipp von Papst Clemens VII. die Erlaubnis ein, das Kloster aufzuheben. Die letzte Äbtissin namens Eschwek starb 1533.
1542 wurde die Reformation im Pfalzgrafentum eingeführt; seit 1555 ist der Monheimer Walburga-Reliquienschrein verschollen, und 1574 wurde das Kloster abgebrochen. Erhalten blieben lediglich der westliche Kreuzgangflügel (romanisch; 13. Jahrhundert) und ein 1977 zum Pfarrzentrum und Jugendheim ausgebautes Klostergebäude, das „Holzapfelhaus“ (circa 12. Jahrhundert) an der Südseite der ebenfalls noch stehenden ehemaligen Kloster- und heutigen Pfarrkirche St. Walburga.
Nach der Rekatholisierung Pfalz-Neuburgs unter Pfalzgraf Wolfgang Wilhelm im Jahr 1614 wurde der ehemalige Klosterbesitz 1653 zum größten Teil dem neu gegründeten Kloster der Barmherzigen Brüder zu Neuburg an der Donau einverleibt.

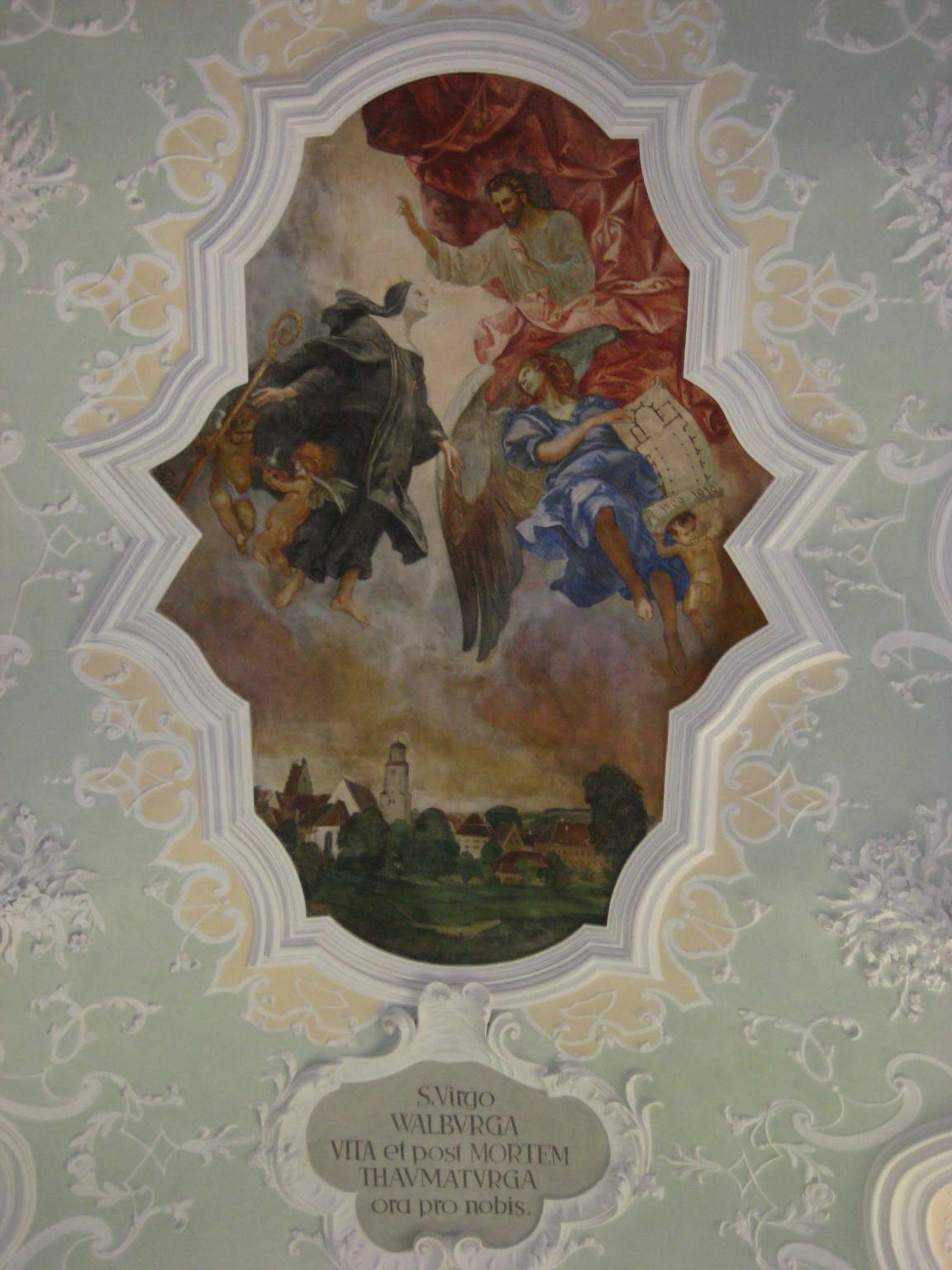
Deckengemälde in der ehemaligen Kloster- und heutigen Pfarrkirche St. Walburga zu Monheim

## Die ehemalige Kloster- und heutige Pfarrkirche St. Walburga
Die Klosterkirche war eine Salvatorkirche, d. h. Jesus als dem Erlöser geweiht. Die Weihe erfolgte durch den Eichstätter Bischof Gundekar II. zwischen 1057 und 1075. Der klösterliche Nachfolge-Sakralbau, die heutige Pfarrkirche St. Walburga, wurde 1509 als spätgotische dreischiffige Hallenkirche erbaut und ersetzte die ältere Pfarrkirche, eine Peterskirche „an einem Bergabhang“. Die Klosterkirche wurde 1596 restauriert und erfuhr zwischen 1700 und 1740 eine Barockisierung. Die fünf Altäre wurden 1803 bei der Aufhebung des Klosters Kaisheim von dort erworben. Die Stuck-Kanzel stammt von 1721 vom Eichstätter Stuckateur Jakob Eck. Seit dem 12. Oktober 1700 besitzt die Kirche auch wieder Walburga-Reliquien, einen „Particul von dem Armb Bain“, der einen starken Wallfahrtsstrom vor allem aus dem bäuerlichen Umland auslöste. Der Reliquienschrein steht heute in der Walburgakapelle links vom Chor, wo sich auch eine Silberstatue der hl. Walburga, ein Werk eines Augsburger Künstlers um 1700, befindet, die bei der Säkularisation in Bayern durch eine Ablösezahlung gerettet werden konnte. 1908-11 erfolgte eine Restaurierung der Kirche und des Kreuzgangrestes mit neuen Deckengemälden. Der Kirchturm stammt von 1340.
Im Jahr 2009 wurde im Zuge der Kirchturmrenovierung das Geläut auf 7 Glocken ergänzt und zugleich der Glockenstuhl aus Eisen gegen einen neuen Eichenholzglockenstuhl ausgetauscht. Die Disposition des Geläutes ist d´ - e´ - g´ - a´ - c´´ - d´´ - e ´´. Die große d´ Glocke wurde von Johann Florito 1758 in Straubing gegossen. Älteste Glocke ist die e´´ sie wurde 1552 von Sebold Hirder in Nürnberg gegossen.